# یادمان مام میهن فرامی‌خواند
یادمان وطن فرا می‌خواند (به روسی: Родина-мать зовёт) مجسمه مشهوری است که در روسیه در شهر ولگوگراد قرار دارد این مجسمه یادبودی از نبرد استالینگراد است که در سال ۱۹۶۷ ساخته شده‌است.
ارتفاع این تندیس از پایه تا نوک شمشیر ۸۷ متر، ارتفاع هیکل ۵۲ متر و ارتفاع شمشیر ۳۳ متر است.